# 馬渕良逸
馬淵 良逸（まぶち よしいつ）は、日本の軍人であり、最終階級は陸軍中佐。

## 経歴
昭和4年、京都帝国大学工学部電気工学科入学。
1964年9月、日本ロケット協会代表幹事就任。

## 親族
- 父 　馬淵栄吉（旧福島藩士馬渕栄吉の五男）
- 兄　馬淵直逸（陸軍中将）、馬淵逸雄（大本営報道部長）